# Randy Haynes
Randall Haynes (Dumfries, 23 april 1995) is een Amerikaans basketballer.

## Carrière
Haynes speelde collegebasketbal voor de New Mexico Junior College Thunderbirds en Old Dominion Monarchs van 2014 tot 2018. In 2018 werd hij niet gekozen in de NBA draft maar tekende na een succesvol trainingskamp bij de Grand Rapids Drive in de NBA G League. In december 2018 werd zijn contract ontbonden. Hij tekende voor het seizoen 2019/20 in de Sloveens eerste klasse bij KK Sentjur. In september 2020 tekende hij bij de Leuven Bears samen met Joe Ebondo als vervanger van Hugh Robertson. In januari 2021 werd zijn contract ontbonden. Hij speelde in de rest van het seizoen nog voor Basket Odessa in de Oekraïense tweede klasse.
Voor het seizoen 2021/22 tekende hij bij het Oostenrijkse UBSC Graz als vervanger van de geblesseerde Anthony Murphy. Tijdens het seizoen 2022/23 speelde hij voor Ramat HaSharon BC uit de tweede klasse in Israël. In de zomer van 2023 tekende hij voor de Franse derdeklasser SOM Boulonnais. Hij tekende in oktober 2024 voor reeksgenoot Vendée Challans Basket waar hij bleef tot in februari 2025. Hij verliet de club door visaproblemen en werd vervangen door Tanguy Touzé.